# Adrián Annus
Adrián Annus (ur. 28 czerwca 1973 w Segedynie) – węgierski lekkoatleta, który specjalizował się w rzucie młotem.
Trzy razy startował w igrzyskach olimpijskich. W 1996 roku w Atlancie oraz w 2000 w Sydney nie awansował do finału. Annus wygrał konkurs rzutu młotem na igrzyskach olimpijskich w Atenach z wynikiem 83,19 jednak został przyłapany na manipulacji próbkami moczu, został zdyskwalifikowany i odebrano mu medal. Mistrz Europy (2002) oraz wicemistrz świata (2003). W 2001 roku stanął na najniższym stopniu podium podczas uniwersjady. Cztery razy zdobywał złote medale mistrzostw swojego kraju. W 2003 roku został wybrany najlepszym sportowcem Węgier. Rekord życiowy: 84,19 (10 sierpnia 2003, Szombathely) – rezultat ten jest aktualnym rekordem Węgier i jest 10. wynikiem w historii światowej lekkoatletyki.

## Osiągnięcia
| Rok  | Impreza                                        | Miejsce          | Pozycja           | Wynik |
| ---- | ---------------------------------------------- | ---------------- | ----------------- | ----- |
| 1992 | Mistrzostwa świata juniorów                    | Seul             | 11. miejsce       | 63,18 |
| 1996 | Igrzyska olimpijskie                           | Atlanta          | el. – 28. miejsce | 72,58 |
| 1998 | Mistrzostwa Europy                             | Budapeszt        | 8. miejsce        | 77,29 |
| 2000 | Igrzyska olimpijskie                           | Sydney           | el. – 17. miejsce | 75,41 |
| 2001 | I liga pucharu Europy                          | Budapeszt        | 1. miejsce        | 78,77 |
| 2001 | Mistrzostwa świata                             | Edmonton         | 9. miejsce        | 78,10 |
| 2001 | Uniwersjada                                    | Pekin            | 3. miejsce        | 77,73 |
| 2002 | I liga pucharu Europy                          | Bańska Bystrzyca | 1. miejsce        | 81,81 |
| 2002 | Mistrzostwa Europy                             | Monachium        | 1. miejsce        | 81,17 |
| 2002 | Finał Grand Prix IAAF                          | Paryż            | 2. miejsce        | 80,03 |
| 2002 | Puchar świata                                  | Madryt           | 1. miejsce        | 80,93 |
| 2003 | Mistrzostwa świata                             | Paryż            | 2. miejsce        | 80,36 |
| 2003 | Światowy finał lekkoatletyczny w rzucie młotem | Szombathely      | 1. miejsce        | 82,10 |
| 2004 | Igrzyska olimpijskie                           | Ateny            | 1. miejsce        | 83,19 |